# Scharfe Sachen für Monsieur
Scharfe Sachen für Monsieur ist eine Filmkomödie aus dem Jahr 1965 mit Louis de Funès und Bourvil. In Deutschland ist die italienisch-französische Koproduktion auch unter dem Titel Louis, das Schlitzohr bekannt.

## Handlung
Den Start in seine Ferien hat sich der treuherzig-naive Junggeselle Antoine Maréchal ganz anders vorgestellt. Ehe er mit seinem klapprigen Auto von Paris gen Italien aufbrechen kann, kommt es zu einer Kollision mit dem Straßenkreuzer des Unternehmers Leopold Saroyan. Danach hat Antoines Kleinwagen nur noch Schrottwert.
Nach anfänglichen Streitereien lenkt Saroyan, der den Unfall verursacht hat, schließlich ein. Der zwielichtige Direktor einer Import-Export-Firma schenkt Maréchal als Entschädigung nicht nur ein Reiseticket nach Neapel, sondern offeriert ihm auch eine kostenlose Rückfahrtmöglichkeit. Dafür muss Maréchal lediglich ein Luxus-Cabrio der Marke Cadillac nach Bordeaux überführen.
Was Antoine allerdings nicht weiß: der Cadillac ist prall gefüllt mit aus Gold, Diamanten und Drogen bestehendem Schmuggelgut, das Saroyan im Wagen versteckt hat. Maréchal ist das ahnungslose Werkzeug, welches unbewusst die verbotene Ware über die Grenze bringen soll. Aber nicht nur Saroyan, der Antoine insgeheim überwacht, verfolgt das Auto; auch eine Bande von Gangstern um den Stotterer Mickey hat Maréchal und den Cadillac inzwischen ins Visier genommen.
Maréchal genießt unterdessen seine Tour durch die schöne Landschaft Italiens. Der Mann in den besten Jahren lebt zusehends auf und lässt seinen Charme spielen. In Rom macht er die Bekanntschaft einer jungen französischen Hotelangestellten, später leistet ihm eine nicht minder attraktive Studentin Gesellschaft, die er als Anhalterin mitnimmt.
Im Laufe der Reise kommt es zu einer Reihe von Zwischenfällen, bei denen das Schmugglergut fast vollständig verloren geht – allerdings unbemerkt von den Verfolgern. Als der Cadillac schließlich vom französischen Zoll gefilzt wird, erscheint er vollkommen „sauber“. Maréchal hat inzwischen mitbekommen, welches Spiel mit ihm gespielt wurde, und sorgt dafür, dass sowohl der Stotterer als auch Saroyan und seine Leute verhaftet werden. Als er schließlich das einzige bis jetzt noch nicht verlorene Stück im Auto, den größten Diamanten der Welt, entdeckt und der Polizei übergibt, sind ihm 10 Millionen Francs Finderlohn gewiss.

## Kritik
Das Lexikon des internationalen Films sah eine „amüsante Gaunerkomödie“.
Voll des Lobes zeigt sich der Evangelische Film-Beobachter: „Durch Einfallsreichtum, zügige Regie und gute Besetzung gelang eine überaus vergnügliche Filmunterhaltung, die schon ab 14 möglich, ab 16 durchaus zu empfehlen ist.“

## Trivia
- Louis de Funès und André Bourvil standen auch ein Jahr später in der Kriegskomödie Die große Sause, die zu den erfolgreichsten französischen Produktionen zählt, gemeinsam vor der Kamera. 1971 war eine dritte Zusammenarbeit der beiden in Die dummen Streiche der Reichen geplant. Nach Bourvils Tod noch vor Drehbeginn konnte diese nicht mehr realisiert werden.
- Der Film kam in Deutschland zunächst unter dem Titel Scharfe Sachen für Monsieur auf den Markt. Hierbei wurde de Funès von Anton Reimer synchronisiert. Erst einige Jahre später wurde der Film dann mit dem neuen Titel Louis, das Schlitzohr wiederaufgeführt. Dabei erhielt er eine neue Synchronisation, diesmal mit Gerd Martienzen.
- Die neue Synchronisation weist in einem Gespräch zwischen Louis de Funès und André Bourvil als Höhepunkte einer Europareise die Berliner Mauer, die Akropolis in Athen sowie das Rathaus Paderborn aus.